# Blakea fissicalyx
Blakea fissicalyx är en tvåhjärtbladig växtart som beskrevs av Antonio Lorenzo Uribe Uribe. Blakea fissicalyx ingår i släktet Blakea och familjen Melastomataceae. Inga underarter finns listade i Catalogue of Life.